# Dai Jun
Dai Jun (n. 6 februarie 1992, Shanghai, Republica Populară Chineză) este un înotător chinez, medaliat olimpic. A participat la o ediție a Jocurilor Olimpice (2012) în care a câștigat o medalie de bronz.